# Ogród zoologiczny w Houston
 Ogród zoologiczny w Houston – ogród zoologiczny założony we wrześniu 1922 roku w mieście Houston w stanie Texas. Ogród ma powierzchnię 22 ha, zamieszkuje go ponad 6000 zwierząt z 900 gatunków. Jej misją jest promowanie kohabitacji ludzi ze zwierzętami oraz ochrona dzikich zwierząt.